# Tsunesaburō Makiguchi
Tsunesaburō Makiguchi (牧口 常三郎?, Makiguchi Tsunesaburō; Kashiwazaki, 6 giugno  (Calendario lunare data su 6 giugno) 1871 – Tokyo, 18 novembre 1944) è stato un filosofo, educatore e attivista giapponese. Per il suo rifiuto di accettare un talismano Shintoista, allora reso obbligatorio dal governo come simbolo di fede nell'imperatore e augurio per una buona risoluzione della guerra del Pacifico, venne arrestato nel 1943. Morì in carcere all'età di 73 anni.

## Biografia
Tsunesaburō Makiguchi nacque nel 1871 a Kashiwazaki, un piccolo villaggio del Giappone nordoccidentale, nella prefettura di Niigata. Primogenito di Chomatsu Watanabe e sua moglie Ine, il suo nome all'anagrafe era Chohichi Watanabe. Spinto dalla miseria, il padre abbandonò lui e la madre, emigrando nell'Hokkaidō. Qualche anno dopo la madre si gettò nel mare con il figlioletto in braccio, furono salvati, ma Makiguchi venne affidato allo zio Zendayu Makiguchi.
La famiglia adottiva non poté offrire a Makiguchi più dell'istruzione elementare. Nel 1884, all'età di 13 anni, il giovane si trasferì nell'Hokkaidō per poter continuare gli studi. Per mantenersi gli studi, lavorò anche come fattorino nel commissariato di polizia di Otaru. La sua brillante intelligenza impressionò il capo della polizia, infatti, quando questi si trasferì a Sapporo, invitò il giovane Makiguchi ad accompagnarlo e lo sostenne negli studi presso la Scuola Normale di Sapporo, dove si diplomò nel 1893. Poco prima di diplomarsi, cambiò il suo nome in Tsunesaburō Makiguchi.
Dopo il diploma divenne insegnante nella scuola elementare annessa alla Scuola Normale e iniziò i suoi studi sulla geografia umana, da lui intesa come la disciplina base dell'insegnamento primario. Successivamente venne nominato assistente professore di geografia presso la Scuola Normale di Hokkaidō, pur continuando a insegnare presso la scuola elementare.
Nel frattempo nel 1894 Makiguchi si era sposato con una giovane donna di nome Kuma. Dalla loro unione nacquero otto figli, cinque dei quali morirono prima di Makiguchi: quattro di loro morirono giovanissimi tra il 1924 e il 1932, il quinto cadde in guerra.
Nel 1901 si trasferì con la sua famiglia a Tokyo, dove trascorse anni di notevole prosperità intellettuale che lo portarono alla pubblicazione del suo primo libro, Geografia Umana (Jinsei Chirigaku). L'opera ottenne un grande successo e un riconoscimento anche da alcuni esponenti del governo. Venne considerata uno dei testi fondamentali per la preparazione all'esame di abilitazione all'insegnamento.
Dopo aver ricoperto diversi incarichi, tra cui quello di curare i testi scolastici di geografia per conto del ministero dell'Educazione, nel 1913 divenne direttore della Scuola Primaria Tosei e per i successivi diciannove anni lavorò costantemente come direttore presso diverse scuole nell'area di Tokyo, tra cui alcune nelle zone più povere.
Durante quegli anni Makiguchi curò diverse riviste educative, promosse corsi per corrispondenza per giovani donne, a cui era negata l'opportunità di un'istruzione formale e fu uno dei primi geografi a impegnarsi nello studio delle comunità locali e delle tradizioni popolari locali.
Il suo approccio e le sue idee pedagogiche progressiste lo portarono sempre più apertamente in conflitto con i politici locali, per cui fu più volte trasferito in altre scuole. Ciò nonostante, le autorità riconoscevano il suo indiscusso valore tanto come insegnante che come direttore. Dopo l'ennesimo trasferimento, nel 1932 Makiguchi scelse di andare in pensione.

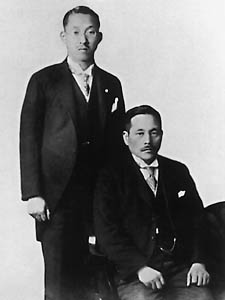
Josei Toda e Tsunesaburo Makiguchi

Nel 1928 Makiguchi si era convertito al Buddismo di Nichiren, introdotto da un collega alla scuola della Nichiren Shōshū.
Due anni dopo fondò, insieme a Jōsei Toda, la Soka Kyoiku Gakkai, la Società educativa per la creazione di valore, un'organizzazione di insegnanti accomunati dallo stesso entusiasmo per la teoria del valore, con lo scopo di promuovere la ricerca in educazione e la riforma del sistema educativo nazionale. 
Fu allora che divenne sospetto al regime. La religione di Stato era lo Shintoismo, che nella sua forma nazionalista che era in auge dalla fine del 1800, mal tollerava il buddismo e le altre religioni. Il governo militarista con l'approssimarsi della guerra chiese un forte sostegno allo sforzo bellico da parte di tutti i gruppi religiosi per rafforzare la figura dell'imperatore. Obbligò, dunque, tutti i gruppi religiosi ad esporre i talismani shintoisti accanto al proprio oggetto di culto. La gran parte delle scuole buddiste accettò, compresa la Nichiren Shōshū, la quale inoltre decise di fondersi con le altre scuole Nichiren.
Makiguchi rifiutava di sostenere lo sforzo bellico e il nazionalismo totalitario, sia sul piano pedagogico, sia su quello religioso.
Le riunioni della Soka Kyoiku Gakkai, che nel 1941 contava duemila membri, cominciarono ad essere sorvegliate dalla polizia speciale e furono anche sospese le pubblicazioni della rivista dell'organizzazione.
Makiguchi fu arrestato il 6 luglio 1943 insieme al suo allievo Jōsei Toda con l'accusa di aver minato il mantenimento dell'ordine pubblico.
Dopo circa un anno e mezzo di durissimo regime carcerario, Makiguchi morì di stenti il 18 novembre 1944.

## Pensiero pedagogico
L'obiettivo principale di Makiguchi era di riformare il sistema educativo dell'epoca che, a suo avviso, soffocava la creatività e la felicità degli studenti.
Egli sosteneva che la felicità dovesse essere lo scopo della vita umana e, quindi, il primo obiettivo dell'educazione.
Makiguchi era convinto che la vera felicità si trovasse nella creazione di valore.
Nella sua raccolta Il sistema della pedagogia creatrice di valore Makiguchi introdusse la “Teoria del Valore", influenzato dai pensieri di Immanuel Kant e del buddismo.
Al postulato di “verità, bene e bellezza” come valori fondamentali, egli sostituì i criteri di “guadagno, bene e bellezza”.
La bellezza è ciò che appaga la sensibilità estetica dell'individuo, il guadagno (tradotto anche come beneficio o vantaggio) rappresenta i valori personali fondati sull'esistenza individuale e il bene è ciò che contribuisce al benessere della società. Per Makiguchi, la "verità" kantiana non era interessante, perché egli riteneva che mirasse alla ricerca di proprietà oggettive, mentre il "valore" era considerato più importante, perché misurava l'impatto soggettivo che un dato evento ha sulla persona.
Egli credeva che il valore sociale del bene potesse manifestarsi in vari modi, come ad esempio le donazioni in denaro ai bisognosi. Così, fece della bellezza, del guadagno e del bene il suo metro di misurazione del valore, integrandoli in una visione di armonia, prosperità e sostegno reciproco tra se stessi e gli altri.
I temi fondamentali della sua pedagogia erano tre: in primo luogo, l'educazione doveva basarsi sui bisogni quotidiani delle persone; in secondo luogo, doveva mantenere l'obiettivo della felicità intesa come lo sviluppo di una coscienza sociale e della consapevolezza che chiunque avesse il diritto di essere felice; in terzo luogo, doveva aiutare a sviluppare il potenziale creativo che esiste in ogni essere umano.
I contenuti dell'insegnamento e, soprattutto, le esperienze educative non dovevano interessare in quanto universali o moralmente coerenti con un sistema di valori oggettivi, ma erano educativi nella misura in cui avrebbero consentito di creare valore a partire da essi, sperimentando il significato che possono acquistare per determinati soggetti, sempre in un'ottica di bene comune e di vantaggio sociale.
Lo scopo dell'educazione, quindi, era per Makiguchi quello di rendere le persone capaci di creare valore in ogni circostanza e costruire la felicità per sé e per gli altri; l'educazione doveva essere pratica, stimolare l'indipendenza e la creatività degli studenti. 
Makiguchi promosse la scuola a tempo parziale affinché gli alunni avessero tempo per sviluppare l'osservazione e la sperimentazione, stando in contatto con la comunità in cui vivevano, ed inoltre si sforzò, nella sua esemplare vita, di insegnare la pace mediante la piena consapevolezza del valore di ogni individuo e dell'ambiente in cui egli vive. 
Tutto ciò contraddiceva completamente la logica del governo militarista giapponese di allora, che tendeva a utilizzare l'educazione per forgiare servitori dello stato obbedienti e passivi.

## Eredità
Oggi la pedagogia di Makiguchi è sempre più conosciuta e apprezzata a livello internazionale. Numerosi sono gli studi e i saggi che sviluppano le possibili analogie col pensiero di studiosi stranieri, come John Dewey e Maria Montessori.
Nello stesso periodo in cui Makiguchi pubblicò la Geografia della vita Umana John Dewey stava lavorando sugli stessi temi.
Nel libro The School and Society, del 1889, Dewey scrisse «L'unità di tutte le scienze si trova nella geografia. La geografia è importante perché rappresenta la terra come sede permanente delle occupazioni umane. Il mondo privato della relazione con l'attività umana non sarebbe più un vero mondo». Makiguchi conosceva le idee di Dewey e le condivideva.
A maggio del 2009, in una scuola elementare di Roma, ci fu la proposta di cambiare nome in onore di Tsunesaburō Makiguchi.
La decisione scatenò una tempesta di proteste molto forti e dopo giorni di clamore mediatico il consiglio d'istituto revocò la proposta.

## Opere
- Geografia della vita Umana (Jinsei chirigaku), 1903.

Il primo libro di Makiguchi fu il frutto delle sue numerose ricerche sulla connessione tra la vita umana e i fenomeni geografici. Makiguchi vedeva la geografia come scienza per spiegare la relazione tra la terra e l'uomo. Il testo ebbe un forte successo a livello educativo fu, infatti, adottato dal governo come testo ufficiale per l'insegnamento della geografia nelle scuole.
- Uno studio delle comunità locali (Kyodoka kenkyu), 1912.

Secondo libro di Makiguchi, ebbe origine dalle ricerche partecipando il qualità di geografo al Kyoudo-kai, associazione per lo studio delle comunità locali, guidata dallo studioso Kunio Yanagita.
- Il sistema della pedagogia creatrice di valore (Soka kyoiku gaku taikei), 1930-1934.

Opera principale di Makiguchi. Nelle intenzioni dell'autore era pensato in dodici volumi, di cui però ne furono pubblicati soltanto quattro.
In Italia è stata pubblicata una sintesi significativa dei quattro volumi originali curata dallo studioso statunitense Dayle M. Bethel.
L'originale in giapponese non era un'opera sistematica, bensì una raccolta di appunti accumulati nell'arco di trent'anni di professione, con un minimo di intervento editoriale.